# Хулио Каплан
Хулио П. Каплан (на испански: Julio Kaplan) е американски (преди това пеурторикански, аржентински) шахматист, международен майстор от 1967 г.
През януари 2008 г. има ЕЛО рейтинг 2480. Дългогодишен състезател на Пуерто Рико. Състезава се за САЩ. Работи в софтуерната компания „Autodesk“, където се занимава със създаване на компютърни пограми за игра на шах.

## Шахматна кариера
През 1967 г. Каплан става шампион по шахмат на Пуерто Рико. Това му дава право да представя страната си на световното първенство за юноши до 20 години, проведено същата година в Ерусалим. Печели първенството, като оставя зад себе си шахматисти като Раймънд Кийн, Ян Тиман, Роберт Хюбнер. Благодарение на този си успех е удостоен със звание международен майстор.
Участва в няколко международни турнира. През 1968 г. се класира на 6-9-а позиция в Малага. На следващата година заема 8-9-о място в Сан Жуан. През 1970 г. последователно печели 6-ия „El Segundo Open“, 6-ия „Monterey International Open“ и 2-рия „Central California Championship“. През 1971 г. печели 22-рия „Annual California Open“, състоял се във Фресно. През 1973 г. заема 8-о място в Сао Пауло и 12-14-о място в Мадрид. През 1974 г. поделя 2-3-то място с румънеца Флорин Георгиу на турнир в Лос Анджелис.

## В шахматни олимпиади
Участва в 4 шахматни олимпиади. Изиграва 50 партии, постигайки 19 победи и 24 ремита. Средната му успеваемост е оценена на 62 процента. През 1970 г. побеждава Милко Бобоцов на първа дъска, а през 1972 г. двамата постигат реми помежду си.
| Година | Организатор | Отбор       | Класиране (отборно) | Дъска         |
| 1966   | Хавана      | Пуерто Рико | 41                  | Втора резерва |
| 1968   | Лугано      | Пуерто Рико | 40                  | Първа         |
| 1970   | Зиген       | Пуерто Рико | 36                  | Първа         |
| 1972   | Скопие      | Пуерто Рико | 40                  | Първа         |